# A.F.C. Stoneham
Câu lạc bộ bóng đá Stoneham là một câu lạc bộ bóng đá có trụ sở tại Eastleigh, Hampshire, Anh. Đội hiện là thành viên của Wessex League Premier Division và thi đấu tại Chestnut Avenue.

## Lịch sử
Câu lạc bộ được thành lập vào năm 1919 bởi những người lính xuất ngũ với tên gọi Royal Engineers (Phòng khảo sát vũ khí). Họ tham gia Southampton Junior League và là nhà vô địch Hạng đấu B trong mùa giải 1920-21. Câu lạc bộ sau đó đã được nhận vào Divisional Section của Hampshire League. Đội là á quân của giải đấu trong mùa giải đầu tiên, sau đó được chuyển đến East Section khi giải đấu được tái cấu trúc. Năm 1923, câu lạc bộ hợp nhất với một đội từ Post Office điện để thành lập Southampton Civil Service FC, chơi ở West Section cho mùa giải 1923-24, nhưng đội đã được thành lập lại như một câu lạc bộ riêng biệt cho mùa giải 1924-25 và kết thúc với vị trí á quân ở West Section.
Việc tổ chức lại Liên đoàn vào năm 1928 đã chứng kiến Royal Engineers (OSO) được xếp vào Divisional Section, trước khi được chuyển đến Division Two vào mùa giải tiếp theo trong bối cảnh được tổ chức lại. Năm 1929, câu lạc bộ được đổi tên thành Ordnance Survey. Họ đứng cuối của Division Two mùa giải 1930-31 và rời giải đấu vào cuối mùa giải 1933-34, xuống Southampton Senior League. Năm 1960, câu lạc bộ trở thành một đội bóng của giải đấu Chủ nhật, trước khi trở lại với bóng đá thứ Bảy vào năm 1966, gia nhập Division 8 của Southampton League. Tuy nhiên, sau một số lần thăng hạng, đội đã lên đến Premier Division vào năm 1973. Đội tiếp tục giành chức vô địch Division One vào các mùa giải 1982-83 và 1992-93.
Sau khi giành chức vô địch Premier Division năm 1996-97, Ordnance Survey đã được thăng hạng lên Division Three của Hampshire League. Họ là Á quân của Division Three năm 1998-99, được thăng hạng lên Division One khi giải đấu được tổ chức lại. Tuy nhiên, họ đã đứng thứ hai từ cuối bảng trong mùa giải đầu tiên, và bị xuống hạng đến Division Two. Năm 2004, Hampshire League sáp nhập vào Wessex League, với câu lạc bộ trở thành thành viên của Division Three mới. Division Three được đổi tên thành Division Two vào năm 2006, cùng thời điểm câu lạc bộ được đổi tên thành Stoneham, phản ánh vị trí mới của đội. Sau một mùa giải dưới cái tên mới, họ lấy tên hiện tại của mình, đồng thời rời Wessex League để trở thành thành viên sáng lập của Hampshire Premier League.
Stoneham là nhà vô địch đầu tiên của Hampshire Premier League. Đội đã vô địch League Cup mùa giải 2009-10, và vô địch League Cup một lần nữa vào mùa giải 2014-15, câu lạc bộ được thăng hạng lên Division One của Wessex League. Vào mùa giải 2018-19 đội là nhà vô địch Division One, giành quyền thăng hạng lên Premier Division.

## Sân vận động
Năm 1923, câu lạc bộ chuyển đến Civil Service Ground ở khu vực Shirley của Southampton, được chia sẻ với Southampton Civil Service và sau đó là QK Southampton. Sân đã bị đóng cửa vào năm 1999, sau đó câu lạc bộ chơi tại Lordshill Recreation Ground cho đến khi chuyển đến Stoneham Park ở ngoại ô Eastleigh vào năm 2002. Năm 2010 câu lạc bộ lại chuyển đến Chestnut Avenue, sân nhà cũ của câu lạc bộ Pirelli General đã giải thể.

## Danh hiệu
- Wessex League
  - Vô địch Division One 2018-19
- Hampshire Premier League
  - Vô địch 2007-08
  - Vô địch League Cup 2009-10, 2014-15
- Southampton Senior League
  - Vô địch Premier Division 1996-97
  - Vô địch Division One 1982-83, 1992-93
- Southampton Junior League
  - Vô địch Division B 1920-21
- Southampton Senior Cup
  - Vô địch 2011-12, 2012-13[7]
- Southampton Junior B Cup
  - Vô địch 1936-37[1]

## Kỉ lục
- Thành tích tốt nhất tại Cúp FA: Vòng loại thứ nhất, 2018-19[6]
- Thành tích tốt nhất tại FA Vase: Vòng Một, 2016-17, 2018-19[6]